# Carbeen
Een carbeen is een in het algemeen een kortlevend en zeer reactief organisch molecuul, al zijn er ook stabiele carbenen bekend. Het kenmerk van carbenen is dat ze een koolstofatoom hebben met slechts 6 elektronen rond zich heeft.  Het molecuul is neutraal en heeft als algemene formule :CR1R2. Het koolstofatoom is sp2-gehybridiseerd. Het bezit dus een leeg p-orbitaal, dat loodrecht op het sp2-hybridisatievlak staat.
Het eenvoudigste carbeen is :CH2 (ook wel methyleen genoemd). Een veelvoorkomend carbeen is :CCl2 (dichloorcarbeen), dat in situ wordt gegenereerd uit chloroform en een sterke base.

## Structuur
In het algemeen zijn er twee soorten carbenen: singlet- en tripletcarbenen (ook wel respectievelijk Fischer- en Schrockcarbenen genoemd). Singletcarbenen hebben een sp2-gehybridiseerd koolstofatoom met een vrij elektronenpaar in een sp2-gehybridiseerde orbitaal. Tripletcarbenen hebben twee ongepaarde elektronen met gelijke spin, waarbij de ene zich in het sp2-gehybridiseerde orbitaal bevindt en de andere in het niet-gehybridiseerde p-orbitaal. Als dusdanig kan een tripletcarbeen worden beschouwd als een diradicaal. De meeste carbenen hebben een niet-lineaire triplet grondtoestand met uitzondering van carbenen met stikstof (een nitreen), zuurstof of zuurstofatomen, en de dihalogeencarbenen.
|                                  |                                  |
| Singletcarbeen of Fischercarbeen | Tripletcarbeen of Schrockcarbeen |

Singlet- en tripletcarbenen worden genoemd naar de elektronische spin die het koolstofatoom heeft.  Tripletcarbenen zijn paramagnetisch en kunnen worden geobserveerd met elektronspinresonantie (ESR/EPR), mits ze lang genoeg kunnen bestaan zonder verder te reageren. De totale spin (spinmultipliciteit) van singletcarbenen is 1 en die van tripletcarbenen 3. Voor eenvoudige koolwaterstoffen zijn de tripletcarbenen ongeveer 33 tot 40 kJ/mol lager in energie dan singletcarbenen, dus de tripletcarbeentoestand is over het algemeen stabieler. Daarnaast kan een singletcarbeen in 2 toestanden voorkomen: een grondtoestand (meestal gegenereerd door een thermische reactie) en een aangeslagen toestand (meestal gegenereerd door een fotochemische reactie). Deze aangeslagen toestand vervalt echter snel naar de grondtoestand.
Substituenten die een elektronenpaar doneren (zoals het zuurstofatoom in een etherfunctie) kunnen de singlettoestand stabiliseren doordat het vrije elektronenpaar gedoneerd kan worden aan de lege p-orbitaal. Voor tripletcarbenen zijn de bindingshoeken 125-140° en voor singletcarbenen 102° (bepaald met behulp van ESR). Het carbeen 9-fluorylideen heeft een snel evenwicht tussen de singlet- en de triplettoestand met een barrière van ongeveer 4,6 kJ/mol. Tripletcarbenen zijn meestal stabiel in de gastoestand, maar singletcarbenen kunnen worden waargenomen in oplossing.

## Reactiviteit
Singlet- en tripletcarbenen bezitten niet dezelfde reactiviteit. Singletcarbenen participeren over het algemeen in cheletrope reacties en zijn door hun leeg p-orbitaal elektrofiel. Tripletcarbenen moeten worden gezien als diradicalen en ondergaan stapsgewijze radicaaladdities. Ze moeten door een intermediaire toestand met twee ongepaarde elektronen, terwijl singletcarbenen kunnen reageren in een geconcerteerd proces. De additie van singletcarbenen aan dubbele bindingen in alkenen is stereoselectiever en -conservatiever dan de additie van tripletcarbenen. Deze additiereacties kunnen worden gebruikt om vast te stellen of singlet- dan wel tripletcarbenen zijn gevormd. De reacties van singletmethyleen zijn stereospecifiek, terwijl de reacties van tripletmethyleen dat niet zijn. De reactie van methyleen dat wordt gegenereerd door fotolyse van diazomethaan met cis-2-buteen en trans-2-buteen is stereospecifiek, wat bewijst dat in deze reactie singletmethyleen wordt gevormd.
De reactiviteit van een bepaald carbeen wordt bepaald door de substituenten, de manier waarop het gegenereerd wordt en de reactieomstandigheden (zoals de aanwezigheid of afwezigheid van metalen of lewiszuren). Carbenen kunnen vele reacties ondergaan, zoals de insertie in C-H-bindingen, additie aan dubbele bindingen (met vorming van een cyclopropaanring) of omleggingsreacties. Carbenen kunnen worden geclassificeerd als nucleofiel, elektrofiel of amfifiel. De reactiviteit wordt sterk beïnvloed door de substituenten. Als er bijvoorbeeld elektronenduwende substituenten aanwezig zijn, dan wordt het gedrag van de carbeen elektrofieler. Alkyl-gesubstitueerde carbenen insereren selectiever dan methyleen; methyleen maakt geen onderscheid tussen primaire, secundaire en tertiaire C-H-bindingen. Vandaar dat dergelijke reacties zeer ongecontroleerd verlopen en aanleiding geven tot mengsels van verschillende reactieproducten.

### Cyclopropaanvorming
Carbenen adderen aan dubbele bindingen onder vorming van een cyclopropaanderivaat. Voor singletcarbenen verloopt de reactie gelijktijdig op beide koolstofatomen (geconcerteerd), wat resulteert in behoud van stereochemie in het product. Dit is niet het geval bij tripletcarbenen. Daar wordt niet zelden een isomerenmengsel gevormd.

Carbeenadditie aan een trans-alkeen: de cyclopropanatie. De reactie met het singletcarbeen behoudt de trans-conformatie van het alkeen bij vorming van het cyclopropaanderivaat, terwijl het tripletcarbeen aanleiding geeft tot een mengsel van het cis- en trans-isomeer.

Over het algemeen verlopen dergelijke additiereacties zeer snel en exotherm. Over het algemeen is de langzame stap de vorming van het carbeen. Een veelgebruikt reagens om alkenen om te zetten in cyclopropaanderivaten is het Simmons-Smith-reagens. Dit reagens is een mengsel met koper, zink en jood; het actieve reagens is waarschijnlijk joodmethylzinkjodide (een zinkequivalent van het Grignardreagens). Het reagens wordt gecomplexeerd door hydroxylgroepen zodat de additie over het algemeen syn-gericht wordt door deze groepen.

### Insertie
Een andere typische reactie van carbenen zijn insertiereacties. Het carbeen komt als het ware tussen de atomen in een binding. Preferentieel worden X-H-bindingen (waarbij X geen koolstof is), C-H-bindingen en C-C-bindingen verkozen voor insertie. Deze inserties kunnen zowel in één stap als in meerdere stappen verlopen.
Het gebruik van intramoleculaire insertiereacties creëert vaak nieuwe synthesemogelijkheden. Over het algemeen wordt het insereren bevoordeligd door rigide structuren. Als er een intramoleculaire insertie mogelijk is heeft dit sterk de voorkeur. In flexibele systemen ligt de voorkeur in de vorming van vijfringen (over zesringen). 
Zowel in inter- als intramoleculaire inserties kan asymmetrische inductie worden verkregen door chirale liganden op metaalcentra te gebruiken.

### Alkylydeencarbeen
Alkylidenecarbenen zijn handig voor het maken van cyclopenteenderivaten. Alkylideencarbenen kunnen worden gesynthetiseerd door een keton te laten reageren met trimethylsilyldiazomethaan.

## Stabilisatie van carbenen

Een aromatisch en isoleerbaar singletcarbeen: tetrafenylimidazool-2-ylideen.

Carbenen kunnen worden gestabiliseerd in organometaalcomplexen. Deze overgangsmetaalcarbeencomplexen vallen in twee categorieën:
- In Fischercarbenen (naar Ernst Otto Fischer) is op het carbeenkoolstof een elektronzuigende groep (meestal een carbonyl) gebonden.
- In Schrockcarbenen (naar Richard Schrock) is op het carbeenkoolstof een elektronduwende groep gebonden.

Reacties met deze carbenen zijn zeer verschillend van de reacties met organische carbenen.
Aangezien carbenen over het algemeen zeer reactief zijn, bestaat er geen mogelijkheid om deze te isoleren, te zuiveren of op te slaan voor later gebruik. Toch kan het soms voorkomen dat een carbeen extra gestabiliseerd is en toch kan geïsoleerd worden. Dat is onder meer het geval bij singletcarbenen die afgeleid zijn van imidazool, de zogenaamde N-heterocyclische carbenen (NHC). Doordat het lege p-orbitaal een kortgesloten cyclische systeem vormt met de overige 4 p-orbitalen, ontstaat een aromatisch carbeen.